# Instituto del Pensamiento Liberal
El Instituto del Pensamiento Liberal o IPL es el centro de formación ideológica del Partido Liberal Colombiano. Si bien antes existió una fundación de carácter similar. El Instituto se convirtió en el órgano académico del Partido Liberal Colombiano tras la Constituyente Liberal de 2001.

## Características
El Instituto está presidido por un Director Nacional y un Consejo Directivo de 21 miembros, quienes representan a todos los sectores del Partido y quienes direccionan la ejecución de los diferentes proyectos, la capacitación y la investigación política destinada a asesorar a las Bancadas. El IPL es el encargado de promover el debate ideológico y programático del Partido Liberal, a través, entre otros mecanismos, de la coordinación técnica del Consejo Programático Nacional. Así mismo, ha patrocinado una serie de publicaciones de investigación política, académica, histórica y literaria.
Bajo la dirección del sociopolitólogo, investigador y escritor Alpher Rojas Carvajal -primer Director elegido por concurso- el IPL tuvo un acercamiento a la academia universitaria a través de foros, debates y paneles que le determinaron una dimensión más científica a su tarea desde la perspectiva de la investigación. Se creó un Observatorio de paz y los semilleros de jóvenes investigadores florecieron en las 32 unidades territoriales de Colombia.Asimismo fueron constituidos los observatorios: legislativo, electoral y de partidos, cuyas estructuras se han convertido en modelos para partidos socialdemócratas en América Latina.
La biblioteca del pensamiento liberal, creada por su antecesor Fernando Jordan, tuvo en esta administración renovados impulsos al crearse la revista "Nueva página" de circulación internacional y con las contribuciones de los más notables pensadores políticos del hemisferio, que dio una fuerte lucha contra la vertiente neoliberal del expresidente César Gaviria, director nacional del partido.
Rojas Carvajal presentó ante el "Encuentro mundial de Intelectuales en defensa de la Humanidad", celebrado en Caracas (2008) una ponencia en la que reafirma que el Partido Liberal Colombiano "es una fuerza política de Izquierda democrática de tendencia socialista".
Capel: la organización internacional de Partidos Políticos de América 
Latina,  otorgó al IPL bajo la Dirección de Rojas Carvajal la distinción a la mejor organización de Investigación política en el continente americano.
Desde el 10 de septiembre de 2008, Este órgano académico adoptó el nombre de Instituto del Pensamiento Liberal Alfonso López Michelsen, en honor al expresidente.
En pocas ocasiones, el liberalismo se había enfrentado a una coyuntura tan compleja como los años cercanos al 2010. El surgimiento de nuevas fuerzas políticas y las reformas a la Constitución de 1991 dentro de las cuales se destacan el Acto Legislativo 01 de 2003 (reforma política) y el 02 de 2004 (reelección presidencial inmediata), configuraron un escenario en el cual el Liberalismo perdió sus mayorías en la política nacional. Dado este panorama, el IPL Alfonso López Michelsen enfrenta el reto de apoyar al Partido en la reconstrucción del tejido político y social de sus simpatizantes y electores, ya que la sociedad reclama el liderazgo de una fuerza política comprometida con el cambio. 

### Directores
- Hernando Gómez Buendía
- María Emma Mejía
- Fernando Jordan Flórez 2002-2003
- Alpher Rojas Carvajal 2003-2007
- Luis Alberto Ávila2008
- Jorge Bustamante 2009-2010
- David Roll 2011-2012
- Hector Riveros 2012-2023
- Alberto Rojas Rios: actual

### Presidentes del Consejo Directivo
- María Elena de Crovo 2003-2006
- Jaime Angulo Bossa 2006-2008
- Amelia Mantilla 2008